# 劉鼎 (崇禎進士)
劉鼎（？年—？年），字新之，號實林，四川叙州府富顺县人。明末政治人物。

## 生平
天啓元年（1621年）辛酉科四川乡试舉人，六年曾任登封县教谕，崇祯四年（1631年）登辛未科进士，户部观政后，九年授行人司行人，十二年补任原职，同年任顺天府乡试同考官。